# Clara Novello Davies
Clara Novello Davies (7 de abril de 1861 - 7 de febrero de 1943) fue una cantante, profesora y directora de coro galesa. Utilizó el seudónimo Pencerddes Morgannwg.

## Primeros años
Clara Novello Davies nació el 7 de abril de 1861. Recibió su nombre en honor a Clara Novello, una famosa soprano (1818–1908). Su padre, líder del coro de la iglesia, le enseñó a tocar el armonio. También estudió música con Charles Williams de la Catedral de Llandaff.

## Carrera
Davies fue acompañante del Coro Unido de Cardiff y del Coro de la Cinta Azul de Cardiff cuando era joven. En 1883, fundó y dirigió el Coro de Damas Reales de Gales.
En 1893, dos de sus estudiantes, May John y Elsie Drinkwater, ganaron un premio en el Eisteddfod Nacional en Pontypridd al cantar 'Quis est homo?' del Stabat Mater de Rossini. Esto llevó a una invitación para que su coro asistiera a la Exposición Mundial Colombina en Chicago ese año. En la Exposición, May John obtuvo el premio a la mejor soprano. El coro también cantó en la Exposición Universal de París (1900).
Davies seguía dirigiendo coros en sus setenta años cuando su Coro de Artistas Novello Davies con sede en Nueva York fue invitado a la Exposición de París de 1937. El coro recaudó fondos para obras de caridad durante ambas Guerras Mundiales.
Clara Novello Davies publicó un libro de instrucción, Puedes Cantar (1928), y una memoria, La Vida que He Amado (1940). También compuso canciones, incluyendo "Friend!" (1905) y "Mother!" (1911). Fue galardonada con la Médaille de Mérite por el gobierno francés en 1937. Entre sus estudiantes de canto se encontraban la actriz estadounidense Dorothy Dickson, el barítono Louis Graveure y la cantante de ópera Mary Ellis.

## Fallecimiento
Clara Novello se casó con David Davies, un empleado de un abogado, el 31 de octubre de 1883. Su hijo, David Ivor Davies, se hizo más conocido como Ivor Novello,  actor, compositor, dramaturgo y director. Su hija adoptiva, quien nació como María Williams pero tomó el nombre de Marie Novello, fue una pianista de concierto que murió de cáncer de garganta el 21 de junio de 1928, a la edad de 44 años. Clara Novello Davies quedó viuda en 1931 y murió en Londres en 1943, a la edad de 81 años. Fue incinerada en el crematorio de Golders Green.
El personaje "Madame Annie" en The Painted King (1954) de Rhys Davies está basado en Clara Novello Davies.